# Lehre Dantzler
Lehre Livingston Dantzler (* 17. August 1878 in Bradford Springs, Sumter County (South Carolina); † 19. Dezember 1958 in Lexington (Kentucky)) war ein US-amerikanischer Philologe und Hochschullehrer.

## Werdegang
Dantzler war der Sohn des Reverend Daniel David Dantzler (1842–1922, Autor von „A genealogical record of the Dantzler family, from 1739 to the present time“).
Er besuchte das Wofford College in Spartanburg und die Vanderbilt University in Nashville, bevor er sich im Herbst 1904 als Student an der Universität Leipzig immatrikulierte. Dort wirkte er vom Oktober 1909 bis 1911 als Lektor der englischen Sprache und Assistent am englischen Seminar. 1911 wurde er Professor am English Department der University of Kentucky.